# Takao Oishi
Takao Oishi (大石 隆夫 Ōishi Takao?,  nacido el 25 de mayo de 1964 en Shizuoka) es un exfutbolista japonés. Jugaba de centrocampista y su último club fue el Júbilo Iwata de Japón.

## Trayectoria

### Clubes
| Club         | País  | Año         |
| ------------ | ----- | ----------- |
| Júbilo Iwata | Japón | 1987 - 1995 |

## Palmarés

### Títulos nacionales
| Título              | Club          | País  | Año       |
| ------------------- | ------------- | ----- | --------- |
| Japan Soccer League | Yamaha Motors | Japón | 1987-1988 |